# Januária
Januária este un oraș în Minas Gerais (MG), Brazilia.